# Mack Darragh
MacKenzie ("Mack") Darragh (Mississauga, 8 december 1993) is een Canadese zwemmer.

## Carrière
Bij zijn internationale debuut, op de Pan-Pacifische kampioenschappen zwemmen 2014 in Gold Coast, eindigde Darragh als zesde op de 200 meter vlinderslag, als twaalfde op de 400 meter wisselslag en als zestiende op de 100 meter vlinderslag.
Op de Canadian Olympic Swimming Trials 2016 kwalificeerde de Canadees zich, op de 4x100 meter wisselslag, voor de Olympische Zomerspelen 2016 in Rio de Janeiro.

## Internationale toernooien
| Jaar | Olympische Spelen | WK langebaan  | WK kortebaan  | PanPacs                                                         | Gemenebestspelen | Pan-Amerikaanse Spelen |
| ---- | ----------------- | ------------- | ------------- | --------------------------------------------------------------- | ---------------- | ---------------------- |
| 2014 |                   |               | geen deelname | 16e 100 m vlinderslag 6e 200 m vlinderslag 12e 400 m wisselslag | geen deelname    |                        |
| 2015 |                   | geen deelname |               |                                                                 |                  | geen deelname          |
| 2016 | 6-13 augustus     |               | 6-11 december |                                                                 |                  |                        |

## Persoonlijke records
Bijgewerkt tot en met 6 april 2016
Kortebaan
| Afstand           | Tijd    | Datum            | Plaats        |
| ----------------- | ------- | ---------------- | ------------- |
| 100 m vlinderslag | 56,16   | 28 november 2010 | Etobicoke     |
| 200 m vlinderslag | 1.59,35 | 5 april 2011     | Victoria      |
| 200 m wisselslag  | 2.02,56 | 28 augustus 2009 | Charlottetown |
| 400 m wisselslag  | 4.22,63 | 27 november 2009 | Toronto       |

Langebaan
| Afstand           | Tijd    | Datum           | Plaats  |
| ----------------- | ------- | --------------- | ------- |
| 100 m vlinderslag | 53,37   | 5 april 2016    | Toronto |
| 200 m vlinderslag | 1.58,22 | 6 april 2016    | Toronto |
| 200 m wisselslag  | 2.01,69 | 5 april 2016    | Toronto |
| 400 m wisselslag  | 4.20,98 | 1 augustus 2013 | Irvine  |